# Изобразительное искусство Башкортостана
Изобразительное искусство Башкортостана — статья об изобразительном искусстве Республики Башкортостана — живописи, графики, скульптуры и декоративно-прикладного искусства.
Живопись Башкортостана может по праву претендовать на особое место в искусстве: она намного раньше, чем другие виды профессионального художественного творчества, утвердила себя на российской и мировой арене и в своей эволюции особенно наглядно отразила своеобразие национального мировосприятия на разных исторических этапах. Творцами башкирской живописи стали несколько поколений художников, не только башкир по национальности.

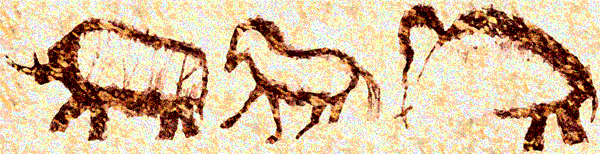
Наскальные рисунки в Каповой пещере

## Доисторическое искусство
Древние наскальные рисунки пещеры Шульган-таш (Каповая), культура Аркаима, сарматское искусство «звериного стиля», башкирское народное искусство определяют богатейшее содержание материальной и духовной культуры Южного Урала.
Пещера Шульган-Таш (или Капова пещера) находится на Южном Урале в долине реки Белая на территории федерального природного заповедника «Шульган-Таш». Пещера образована в карбоновых хемогенных известняках в карстовом массиве высотой около 140 м. В 1959 году здесь были обнаружены наскальные изображения мамонтов, лошадей, шерстистых носорогов и бизонов, выполненные красной охрой более 13 тысяч лет назад.

## Дореволюционный период
До революции изобразительные виды искусств на территории Башкортостана имели ограниченное распространение. В Уфе имелись художественные и граверные мастерские, работающие на потребу дня, занимающиеся изготовлением вывесок, рекламы, печатей. В гимназиях, училищах и в семинарии преподавались графические искусства и черчение. Существовали частные изостудии художника П. М. Лебедева и Н. А. Протопопова. При семейно-педагогическом обществе существовали курсы по педагогическому и художественному образованию. Для получения высшего художественного образования люди уезжали учиться в Москву или Санкт-Петербург, как поступил М. В. Нестеров.
Выдающийся живописец Михаил Васи́льевич Не́стеров (1862—1942) родился в Уфе, учился в Москве. Многие великие полотна созданы им в Уфе, где жили его родители и родные. Заботясь о художественном просвещении своих земляков, он в 1913 году подарил городу Уфе уникальную коллекцию работ русских живописцев второй половины 19 — начала 20 столетия, а также около тридцати собственных картин. Подаренная им коллекция живописных полотен, включала работы таких известных мастеров как Шишкин, Левитан, Ярошенко, Коровин, Бенуа, Поленов, Архипов и многих других, которые и в наши дни составляют славу русской живописи.
В 1913 году художественная жизнь Уфы ознаменовалась созданием Общества любителей живописи, членами которого стали художники Ю. Ю. Блюменталь, П. М. Лебедев, Б. А. Васильев. В число членов кружка входили также люди, интересующиеся искусством, и художники-любители. В 1916 году общество было переименовано в Уфимский художественный кружок. В его ряды влились художники А. Э. Тюлькин, М. Н. Елгаштина, Д. Д. Бурлюк. К ним же примкнул приехавший в 1917 году К. С. Девлеткильдеев.
Таким образом, в Уфе сплотился круг художников, которым суждено было встать у истоков изобразительного искусства Башкортостана. Сложилась обстановка, позволяющая говорить о зарождении изобразительного искусства в крае.

## Эпоха строительства социализма
После революции культурная жизнь города затихла, Разруха и голод захлестнули Уфу. После освобождения Уфы от правительств Коммуча, Колчака, белочехов и установления в ней Советской власти художники, сплотившиеся ещё в Уфимском художественном кружке, приложили все свои силы и умения для восстановления в Уфе культурной жизни.
В 1919—1921 гг. в Уфе организуется целый ряд художественных студий. В здании бывшего коммерческого училища (ныне здание Авиационного техникума) был открыт рабочий клуб им. В. И. Ленина, а при нём художественная студия. Её создателем и педагогом был Касим Салиаскарович Девлеткильдеев. В 1921 году он как сотрудник Наробраза по делам музеев и охране памятников искусства и старины принимает участие в экспедиции по Туркестану. Основная цель поездки — собрать экспонаты для создания музея Народов Востока Советской республики. Позже идея создания музея Народов Востока позднее была упразднена, и вместо него организовали Центральный Башкирский краевой музей.

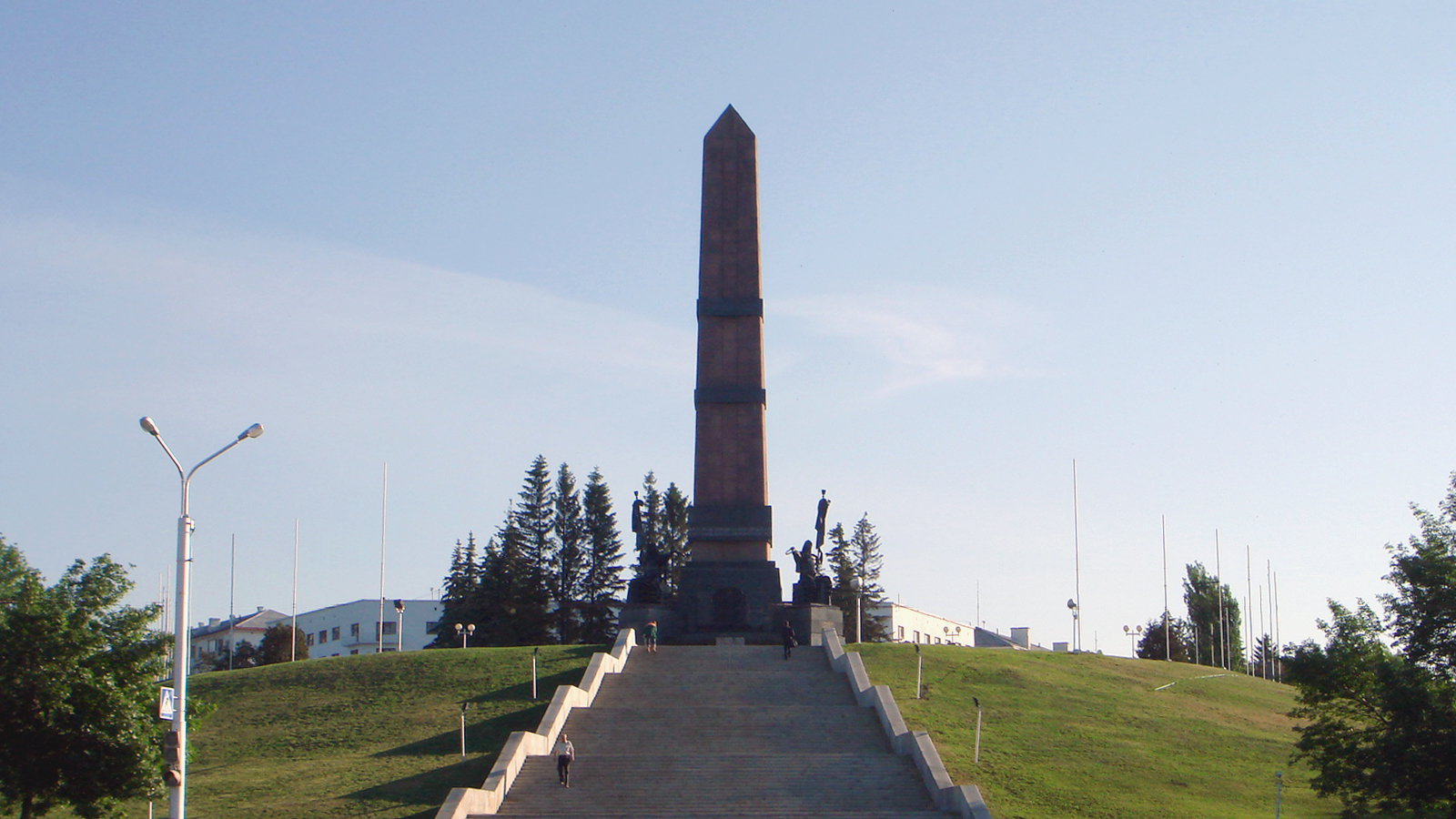
Монумент дружбы народов в Уфе. Авторы — скульпторы М. Ф. Бабурин, Г. П. Левицкая, архитекторы Е. И. Кутырев, Г. И. Гаврилов. Открыт 7 августа 1965 г.

В 1924 году Наркомпрос Башкирии утвердил положение об организации художественно-технической студии коллектива художников: К. С. Девлеткильдеева, А. П. Лежнева, И. Н. Самарина, А. Э. Тюлькина, Г. П. Черкашенинова. Целью студии было воспитать мастеров для «художественного производства и ремесла». Позднее эта студия перерастет в художественное отделение Башкирского техникума искусств. В студии была воспитана целая плеяда художников, которые долгие годы определяли уровень изобразительного искусства Башкортостана: Г.Имашева, Г.Мустафин, Р.Ишбулатов, Р.Гумеров, Р.Усманов, В.Андреев, Л. Лезенков.
Много и плодотворно работал Касим Салиаскарович в Пролетарском художественном музее, который был основан в Уфе в 1919 году. Впервые за всю историю города у его жителей появилась возможность общения с изобразительным искусством, с шедеврами великих мастеров.
Благодаря творческой группе Ю. Ю. Блюменталя, К. С. Девлеткильдеева, В. С. Сыромятникова при художественном музее организуется раздел башкирского декоративно-прикладного искусства. Разъезжая по деревням и селам, по крупицам собирали они предметы быта башкир, украшенные затейливым орнаментом. Первая экспедиция состоялась в 1928 году в Белорецкий и Тальяно-Катайский кантоны, туда едут Девлеткильдеев и Блюменталь. В следующем году Касим Салиаскарович едет с Сыромятниковым в Аргаяшский кантон (ныне Челябинская обл.). Были экспедиции и в последующие годы.
Шестидесятники — ученики А. Тюлькина: Б. Домашников, А. Пантелеев, М. Назаров, А. Лутфуллин, А. Бурзянцев, П. Салмасов, В. Позднов, Г. Пронин, А. Ситдикова а также художники Б. Палеха, Н. Русских, П. Лебедев, И. Урядов, В. П. Андреев, Н. Н. Анисифорова, З. Р. Басыров, В. Б. Домашников, Р. Г. Гумеров, А. П. Шутов, Э. М. Саитов, А. Г. Королевский, И. И. Гаянов, В. П. Пустарнаков, Л. Я. Круль, А. Т. Платонов, В. И. Плекунов, А. В. Храмов, А. А. Штабель, А. С. Арсланов, В. Н. Пегов, Р. У. Ишбулатов, Л. З. Рахматуллина и др. развивали возможности пейзажной живописи на материале богатства, красоты и мощи природы башкирского края. А в 1970-80 годы московские искусствоведы (Ю. Нехорошев, Г. Кушнеровская, О. Воронова, А. Пистунова) живописную традицию в башкирском искусстве стали именовать «уфимской школой пейзажной живописи», называя её также «школой А. Э. Тюлькина». Вслед за шестидесятниками, эту традицию подхватили и стали развивать в дальнейшем художники следующего, нового поколения 1970-90-х, конкретно воплотившись в пейзажных полотнах: Николая Пеганова, Анвара Кашаева, Михаила Кузнецова, Михаила Спиридонова, Евгения Винокурова, Владимира Панченко, Рафаэля Бураканова, в акварельных листах Василия Лесина, Виктора Суздальцева, Ильдуса Валитова (1947—2000).
Произведения на исторические темы создавал Ежов, Борис Дмитриевич, иллюстрациями книг занимались художники — Дианов, Валиахмет Дианович, Астраханцев, Александр Александрович, Гаянов, Зуфар Гаянович.
Изобразительное искусство Башкортостана 80-90 годов (художники Еникеев Тан, Гаянов Зуфар, Фарит Ергалиев, Саитов Эрнст) можно объединить общим понятием «авангард», «модернизм», «неформальные течения». Картины молодых художников порой поражают своей непривычностью, неожиданностью. Здесь в картинах можно только узнать силуэты юрт, фрагменты предметов. Концептуальное направление в живописи развивает художник Игнатенко С. Н.

## Фотогалерея художников

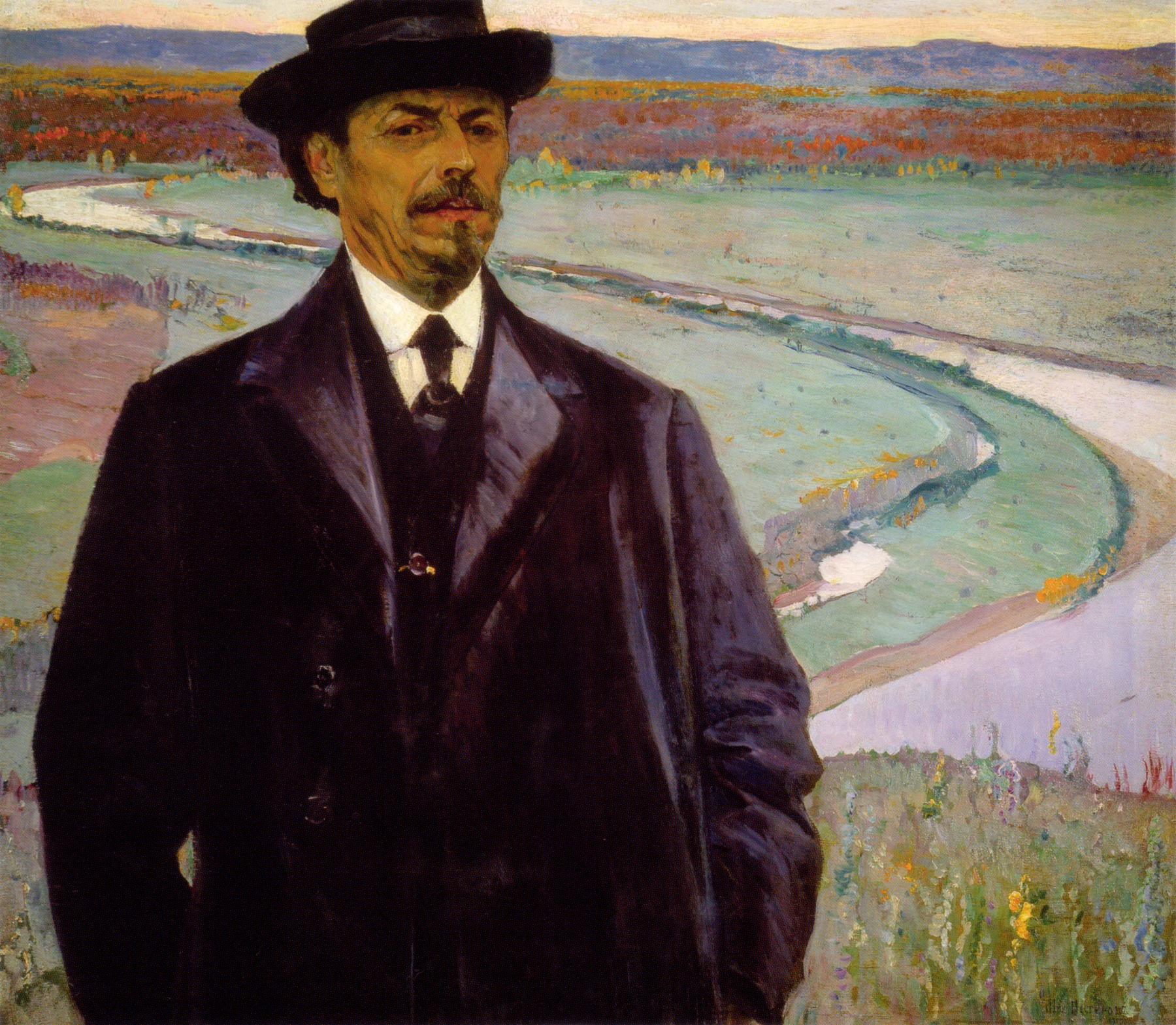
Нестеров М.В.
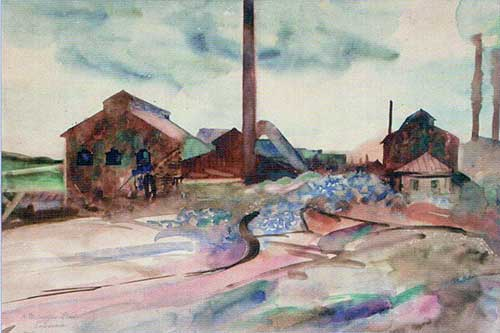
Девлеткильдеев, Баймак
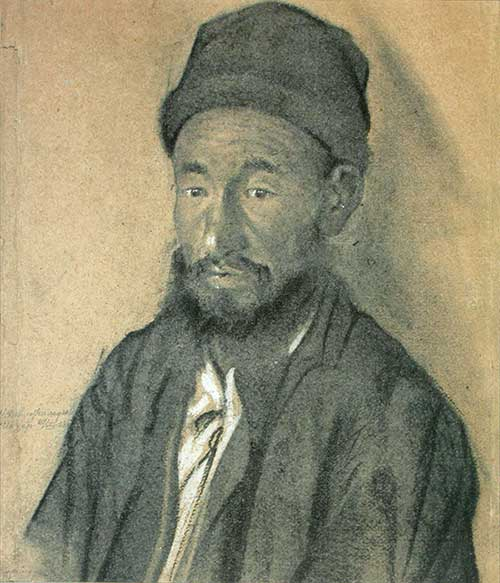
Девлеткильдеев. Башкир-Ибрагим, 1928
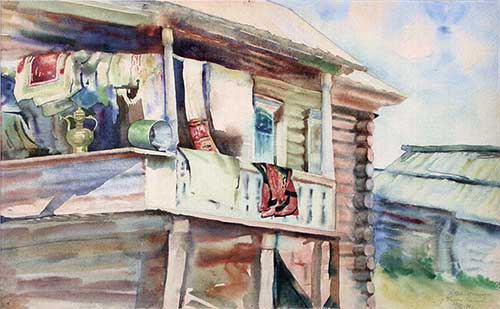
Девлеткильдеев. Крыльцо башкирской избы, 1928
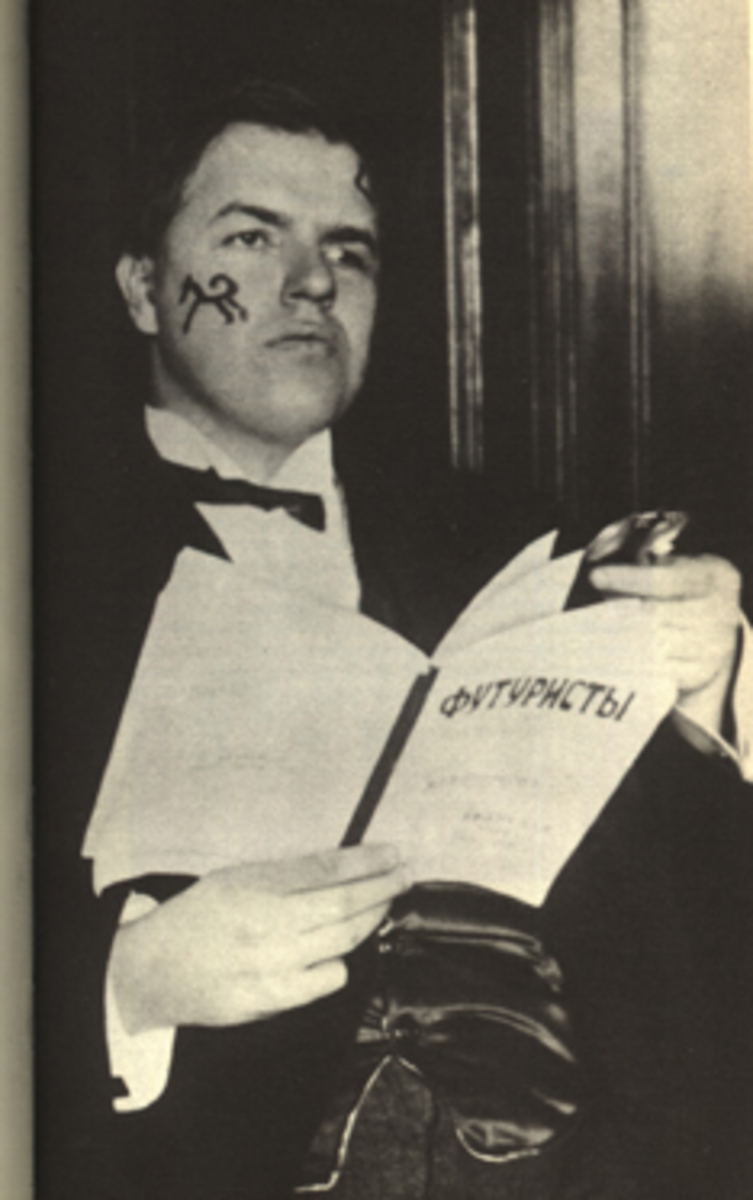
Бурлюк

## Фотогалерея

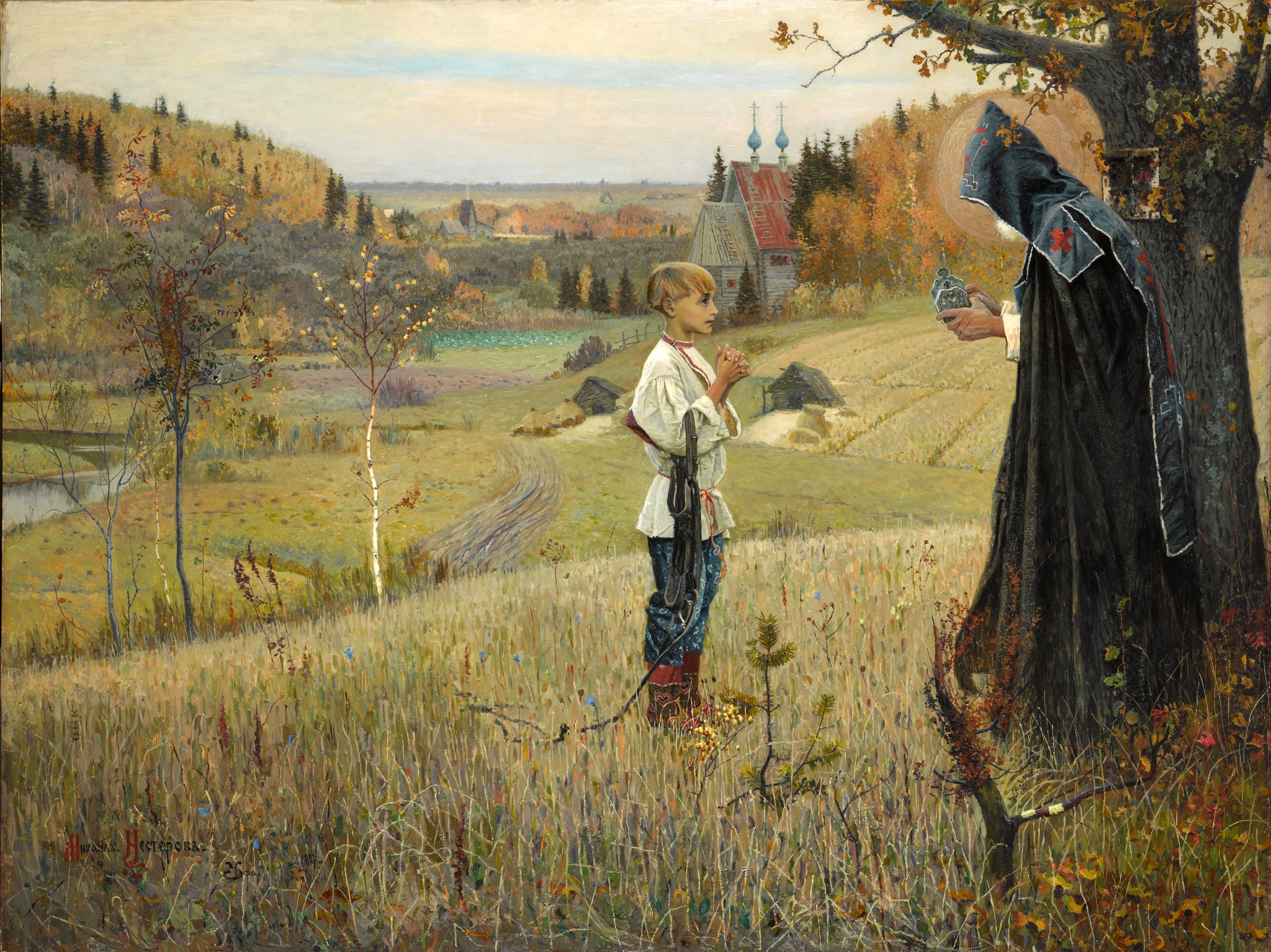
«Видение отроку Варфоломею»
Монумент первооткрывателям башкирской нефти в Ишимбае
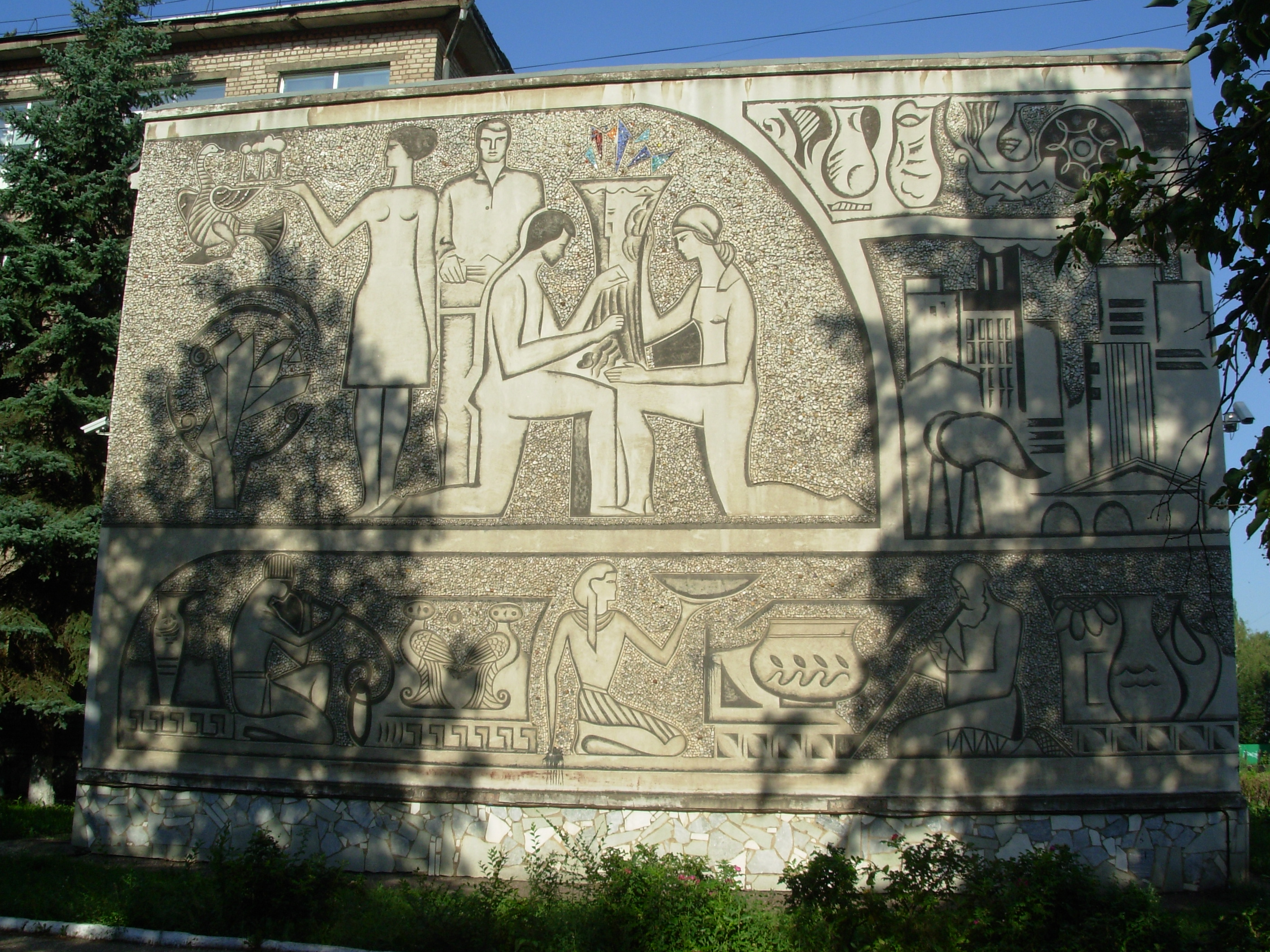
Мозаичные полотна на стенах домов в Салавате
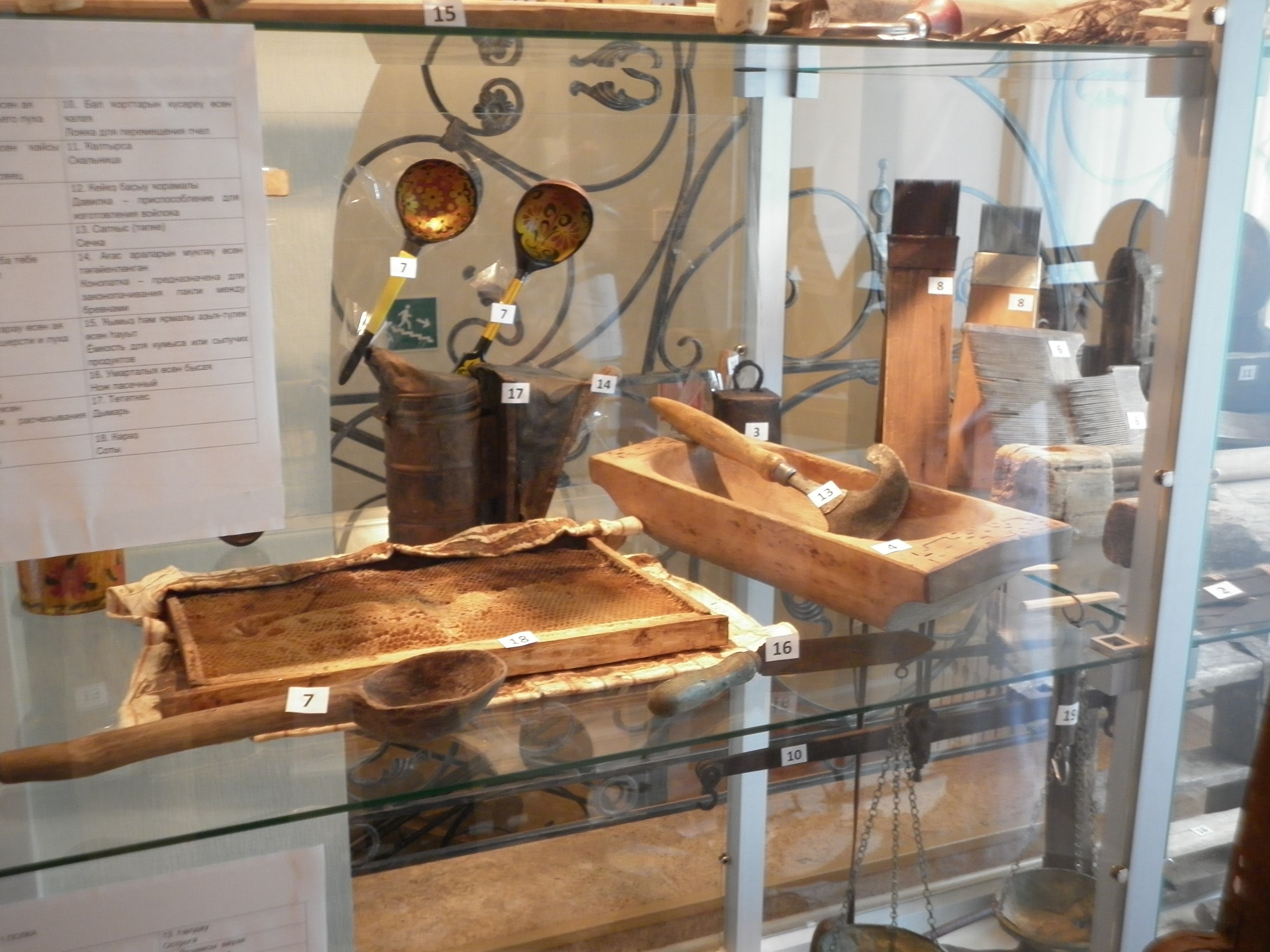
«Экспонаты краеведческого музея в Салавате»

## Эпоха строительства капитализма
В конце 20 — начале 21 века в республике сложились условия, когда при переизбытке капиталов у успешных менеджеров появилась потребность в их вложении в предметы изобразительного искусство. Появились крупные частные и корпоративные коллекционеры живописи, декоративно-прикладного искусства. Примером может служить банк Восток, Уральский лизинговый центр.
В искусстве современных башкирских художников очевидна привязанность к модернистской эстетике (худ. Гильманов, Ильдар Рашитович), проявляемая в произведениях классиков модернизма. Спектр модернистских течений, используемых как материал для дальнейшей «переработки» в их постмодернистских коллажах, необыкновенно широк: здесь присутствуют элементы абстракционизма, примитивизма, кубизма, фовизма, дадаизма, сюрреализма и концептуализма.
Уфа имеет репутацию крупного центра графики. В настоящее время здесь активно работают художники-графики, участвующие в международных графических биеннале как в России, так и за рубежом. В городе с 1998 г. проходит Уральская международная триеннале графики, что является свидетельством высокой степени развития в республике этого вида изобразительного искусства. В 2003 г. в Уфе был открыт Музей современного искусства им. Н. Латфуллина. В 2005 году в музее состоялась акция «Томография», в рамках которой свои перформансы представили молодые художники города.
Свидетельством развития постмодернистских форм в изобразительном искусстве Башкортостана XXI века являются экспериментальные поиски художников в области объекта. Первые опыты по созданию объектов и инсталляций уфимские художники (Раис Гаитов, Наиль Байбурин) осуществляли в начале 1990-х гг. Композиции, смонтированные по методу итальянских художников 1950—1960-х гг. (движение «арте повера»), собранные из всяческих промышленных отходов и бытового мусора, стали заметным событием в художественной жизни Уфы того периода. В проекте «Объект» (2005), в котором принимали участие Раис Гаитов, Николай Марочкин, Айрат Терегулов, Ринат Миннебаев, Владимир Лобанов и Фирдант Нуриахметов, созданные художниками произведения вышли на новый качественный и концептуальный уровень.

## Живопись
Основоположниками башкирского профессионального изобразительного искусства являются художники Республики Башкортостан К. С. Девлеткильдеев, А. Э. Тюлькин, П. М. Лебедев, Ю. Ю. Блюменталь, А. П. Лежнев, И. И. Урядов, В. С. Сыромятников, М. Н. Елгаштина, Б. Д. Ежов, К. И. Герасимов, А. В. Храмов, В. П. Андреев — члены первого башкирского «отряда» Союза художников.
Славу самобытному башкирскому изобразительному искусству принесли корифеи, чье творчество традиционно ассоциируется с крупнейшими достижениями — А. Ф. Лутфуллин, Б. Ф. Домашников, Р. М. Нурмухаметов, Кузнецов А. А., Т. П. Нечаева, М. Н. Арсланов, А. Д. Бурзянцев, А. Х. Ситдикова, Б. Д. Фузеев, Э. М. Саитов, З. Р. Басыров, В. П. Пустарнаков, В. И. Плекунов, С. А. Литвинов, Н. А. Калинушкин, К. А. Головченко, А. И. Платонов, Ф. А. Кащеев, В. А. Позднов, П. П. Салмасов, М. А. Назаров, В. Н. Пегов и др.

## Графика
В Башкортостане искусство графики получило развитие с середины 191О-х гг. 20 века и связано с именами Ю. Ю. Блюментоля, К. С . Девлеткильдеева, М. Н. Елгаштиной, в творчестве которых традиции русской классической акварели получило новую трактовку. Лирические работы Елгаштиной посвящены природе Башкортостана («Весенние сумерки», 1926), произведения Девлеткильдеева обладают глубоко национальной образной системой («Башкир-охотник на медведя»; оба — бум., акв.)‚ Блюменталь известен как мастер портрета
(« Старик-башкир», бум., карандаш; оба — 1928). В этот период были созданы рисунки Г. П. Черкашенинова‚ Лежнева, акварельные пейзажи и портреты П. М. Лебедева.
Примером уникальной графики вспомогательного характера являются зарисовки интерьера традиционного, предметов традиционного декоративно-прикладного искусства башкир (С.Сьромятников в 30-е гг., Г. И. Мухаметшин, М. Д. Кузнецов и др. во 2-й пол. 20 в). Самостоятельный характер уникальной графики проявился в работе М. Пискунова «Переход башкирских войск на сторону Красной Армии», ставшей редким опытом исторической композиции, выполненной в технике акварели.
В 1974 и 1984 годах в Уфе состоялись выставки эстампа, в 1995 и 1998 годах — 1 и 2-я Уральская триеннале печатной графики.
На выставках были представлены работы художников графиков Башкортостана Р. Р. Маглиева (Старая Уфа, литография, 1996), Саитова («Домой», офорт), Королевского («Салават Юлаев», линогравюра) и др. С конца XX века башкирские графики постоянно участвуют в международных выставках графики. С 2001 года в Уфе проводится международная выставка «URAL PRINT TRIENNIAL».

## Скульптура

Памятник Салавату Юлаеву в Уфе

Башкирская скульптура зародилась под прямым влиянием русской реалистической школы. В БАССР в середине XX века в скульптуре, бывшей в массе своей стандартными статуями вождей и их соратников, появились памятники-бюсты, посвящённые историческим героям и деятелям культуры (памятники С. Юлаеву, А. Матросову, М. Горькому, М. Гафури, В. Ленину и др.). Выполненные на основе станковых портретов русских художников Веры Морозовой и Тамары Нечаевой, они вписывались в официальную пластическую программу советского искусства. В начале 1960-х, в портретах «сурового стиля» скульптора московской школы Бориса Фузеева, башкирскому искусству было дано развитие, усиленное станковым и монументальным творчеством Льва Кузнецова, Зильфата Басырова, Евгения Цибульского, Бориса Замараева, Б. Фузеев .
В 1980-е гг. в башкирском искусстве были заложены предпосылки для развития скульптуры, появления новых имён и творческих манер — это начало самостоятельной подготовки кадров в мастерской Н. А. Калинушкина на худграфе БГПИ, работа художников на творческой даче в Переславле-Залесском, где они испытывали сильное влияние мастеров московской школы.
С перестроечными процессами в обществе и прекращением идеологического контроля художественной жизни, поиск новых средств пластической выразительности, отличных от традиционного реализма, развернулся в творчестве молодых скульпторов Явдата Ахметова, Владимира Лобанова, Владимира Антипина, Фирданта Нуриахметова. В большинстве своём «вырастая» из мастерской Н. А. Калинушкина, они продолжали тесно общаться с учителем, работать бок о бок с ним и мастерами страны и зарубежья на симпозиумах в Башкирии и в России.
Памятник Салавату Юлаеву (1967) скульптора Сосланбека Дафаевича Тавасиева, Монумент дружбы народов (1965) скульпторов М. Ф. Бабурина и Г. П. Левицкой в Уфе стали визитной карточкой Уфы, национальным достоянием.
Шесть метафорических фигур, вписанные в созданные для них арочные проемы в музее Салавата Юлаева в селе Малоязе созданы уфимским скульптором Хабибрахмановым Ханифом Мирзагитовичем

## Декоративно-прикладное искусство
Дореволюционное декоративно-прикладное искусство башкир чаще всего ограничивалось потребностями семьи. Важным событием в жизни женщины было замужество. К свадьбе готовили большое количество тканых и вышитых вещей: узорный шаршау, свадебный костюм для девушки и жениха, полотенца, салфетки, скатерти, платки для приданого и для свадебных подарков. В период подготовки к свадьбе наиболее полно раскрывались творческие способности девушки и её мастерство вышивальщицы и ткачихи.
Среди разнообразных предметов художественного ремесла особое место у башкир занимают изделия, изготовленные из дерева и древесных материалов — ковши с ажурной ручкой или же на конские седла с красивыми луками. Высокая техника их отделки, разнообразие форм и сюжетов привлекали внимание русских и зарубежных исследователей ещё в XVII и XVIII вв. Изделия из дерева изготавливались с использованием минимума инструментов — только топора и ножа.
Редкий дар резьбы становился занятием всей жизни некоторых мужчин. Резные ковши, чаши и кадки для кумыса, изготовленные их золотыми руками, пользовались широким спросом.
Опытные резчики бережно хранили и передавали тайны и секреты прикладного творчества от поколения к поколению. Молодые мастера обогащали и усовершенствовали его. Декоративно-прикладное искусство башкир претерпело в своей истории периоды взлёта и упадка. Но все же и до сегодняшнего дня оно донесло замечательные образцы произведений культуры, созданные руками народных мастеров из башкир.
В народном искусстве башкир отсутствует изобразительность ввиду сильного влияния на духовную жизнь религии ислама, запрещавшего изображения всяких материальных предметов, но всё же само искусство сохранилось как «богатейшая кладовая орнаментов, материалов, приемов обработки и техники изготовления изделий, порождая многообразие комбинаторских методов и дальнейшей стилизации и схематизации сюжетной стороны искусства»
В народном искусстве башкир основным видом искусства является орнамент, представляющим своеобразный и важный слой художественной памяти народа. Орнамент составляет обязательный компонент художественного оформления вещей. У башкир — это узор, который образуется сочетанием геометрических, зооморфных и растительных фигур и элементов. В зависимости от назначения орнамент располагался бордюром, отдельными розетками или сплошной сеткой.
Для украшения одежды применялся преимущественно орнамент из геометрических и растительных элементов, расположенных бордюром, реже розетками. В башкирском орнаменте существуют следующие ярко выраженные группы мотивов: кускар — символ завитых бараньих рогов и символ трав — тематика кочевого скотоводческого народа и более поздние его модификации: спиралевидные и S -образные завитки, криволинейные узоры, спирали, сердцевидные и роговидные фигуры, волны.
В декоративно-прикладном искусстве много работали художники: Ямалетдинов, Ильис Миниахметович, Березин Геннадий Николаевич (Белебей), Лебедев Станислав Александрович (Уфа) и др.

## Искусствоведение
Систематизированным изучением произведений искусства Республики Башкортостан и творчеством башкирских художников занимались искусствоведы: Казанская Людмила Васильевна (1905—1985) — первый профессиональный искусствовед и музеевед Уфы, Янбухтина, Альмира Гайнулловна — российский искусствовед, доктор искусствоведения, заслуженный деятель искусств РБ, профессор кафедры дизайна Института национальной культуры Уфимской государственной академии экономики и сервиса (УГАЭС),
Фенина, Эвелина Павловна — искусствовед, Заслуженный деятель искусств БАССР, Пикунова-Уждавини, Габриэль Раймондовна — искусствовед, бывший директор Башкирского Государственного художественного музея им. М. В. Нестерова, Сорокина Валентина Мефодьевна — искусствовед, Заслуженный работник культуры РБ и др, искусствовед Оськина, Ирина Николаевна.
Миннигулова Фарида Муслимовна занимается изучением скульптуры Башкортостана, проблемами её становления и развития.

## Музеи, выставочные залы
В столице Республики остро не хватает современных выставочных залов. В Башкирском государственном художественном музее имени М. В. Нестерова выставлен только 1 % экспонатов.

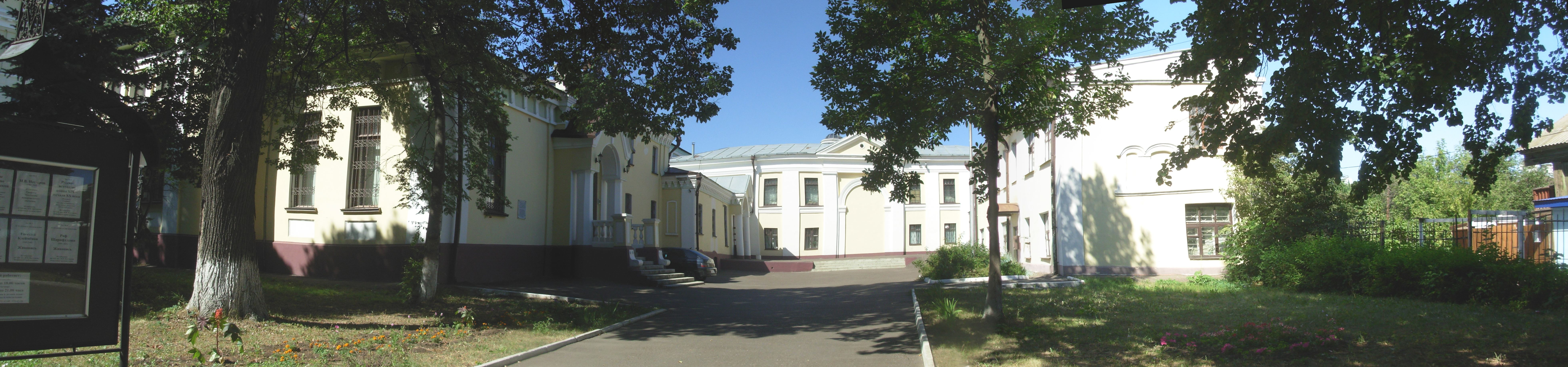
Башкирский государственный художественный музей имени М. В. Нестерова

- Башкирский государственный художественный музей имени М. В. Нестерова
- Уфимская художественная галерея, Малый выставочный зал
- РО ВТОО «Союз художников России» РБ https://web.archive.org/web/20131028004734/http://shrb.ru/uag.htm
- Мемориальный дом-музей А. Э. Тюлькина (г. Уфа, ул. Волновая, 21)
- Воскресенская картинная галерея (с. Воскресенское, Мелеузовский р-н, ул. Карла Маркса, 68)
- Нефтекамская картинная галерея «Мирас» (г. Нефтекамск, ул. Строителей, 89)
- Стерлитамакская картинная галерея (г. Стерлитамак, ул. Коммунистическая, 84)
- Выставочный зал «Ижад» (г. Уфа, ул. Космонавтов, 22)
- В 1990-х годах в городах Ишимбае, Салавате и Стерлитамаке открылись краеведческие музеи и картинные галереи.

## Организации
Региональное отделение Всероссийской творческой общественной организации «Союз художников России» Республики Башкортостан (РО ВТОО «СХР» РБ; ранее — СХ БАССР, СХ РБ) существует с 1934 года.
Ассоциация художников юга Башкортостана.

## Учебные заведения

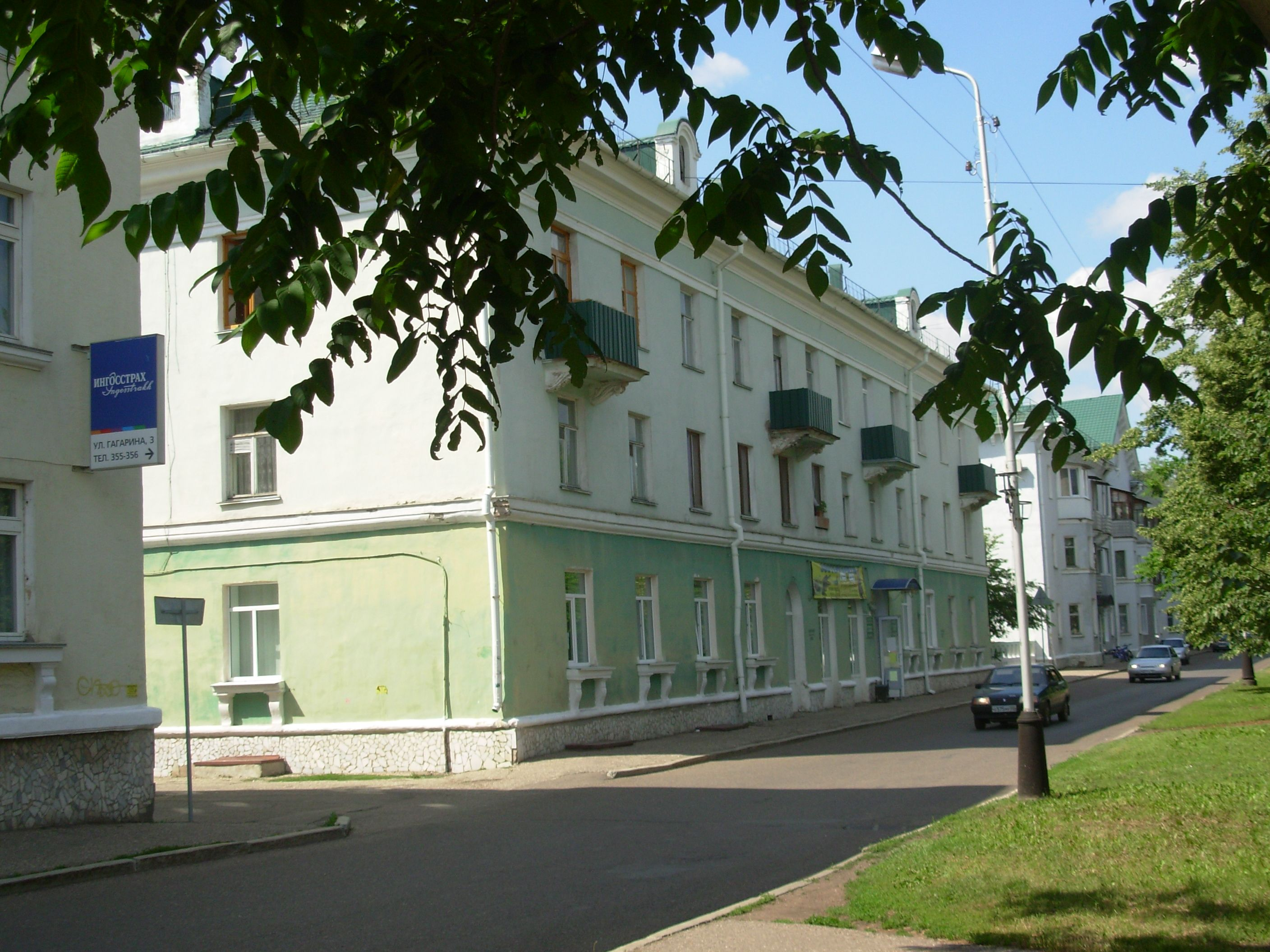
Картинная галерея в Салавате

Уфимская государственная академия искусств им. Загира Исмагилова
Уфимское училище искусств.